# جیم بیرد
جیمز آرتور بیرد (انگلیسی: Jim Beard; ۲۶ اوت ۱۹۶۰ – ۲ مارس ۲۰۲۴) موسیقی‌دان، آهنگساز، نوازنده پیانو و کیبورد سبک جاز آمریکایی بود. وی بین سال‌های ۱۹۸۵ تا ۲۰۲۴ میلادی فعالیت می‌کرد و بین سال‌های ۱۹۹۰ تا ۲۰۱۹ تعداد هفت آلبوم تولید و منتشر کرد. او با هنرمندانی مانند استیلی دن، وین شورتر، جان مک‌لافلین و پت متنی همکاری داشت.